# Богданова, Ольга Константиновна
Ольга Константиновна Богда́нова (1896—1982) — советский химик, специалист в области органического катализа.

## Биография
В 1920-х годах работала в лаборатории завода синтетического каучука.
С начала 1930-х годов — в ИОХАН имени Н. Д. Зелинского. Ученица и многолетняя сотрудница академиков Н. Д. Зелинского и А. А. Баландина.
Доктор химических наук, старший научный сотрудник.
Похоронена на Ваганьковском кладбище.

### Основные достижения
- А. А. Баландин, О. К. Богданова, А. П. Щеглова в I941—I942 годах разработали и внедрили на Казанском заводе СК метод получения бензостойкого (тиокольного) каучука, нашедшего широкое применение в производстве «самозатягивающихся» (вернее, «самозаплавляющихся» при попадании пуль) покрытий бензобаков для самолётов.
- В 1946—1952 годах разработан новый метод получения 1.3-бутадиена на хромоксидных катализаторах из нефтяного сырья, который был внедрен в промышленность на заводах СК в Стерлитамаке и Сумгаите (О. К. Богданова, А. П. Щеглова;
- В 1974—1981 годах О. К. Богданова и Д. П. Беломестных разработали способ получения стирола и его гомологов окислительным дегидрированием алкилбензола над многокомпонентным хромсодержащим оксидным катализатором, который превосходил все известные промышленные катализаторы дегидрирования этилбензола.

## Награды и премии
- Сталинская премия второй степени (1950) — за разработку и внедрение в промышленность катализатора нового химического процесса
- Премия имени С. В. Лебедева 1946 года
- орден Трудового Красного Знамени (1953, 1967).
- медали